# Jerzy Adam Brandhuber
 (février 2023).
Si vous disposez d'ouvrages ou d'articles de référence ou si vous connaissez des sites web de qualité traitant du thème abordé ici, merci de compléter l'article en donnant les références utiles à sa vérifiabilité et en les liant à la section « Notes et références ».
Jerzy Adam Brandhuber (* 23 octobre 1897 à Cracovie; † 19 juin 1981 à Oświęcim) était un peintre polonais survivant du camp de concentration d'Auschwitz.

## Biographie
Après ses études d'arts à l'Académie des Beaux-Arts à Cracovie, Jerzy Adam Brandhuber travaillait comme professeur d'art dans un lycée, avant d'être arrêté par les Allemands pour "aide à des personnes juives". Le 14 janvier 1943, il a été transféré à Auschwitz. Sous le numéro de prisonnier 87112, il faisait partie du "commando de travail" pour des vêtements. Il a retrouvé la liberté en s'évadant du camp de concentration de Sachsenhausen le 3 mai 1945.
À partir de 1947, Brandhuber a travaillé en tant qu'historien auprès du Musée National de Auschwitz-Birkenau. À cause du manque de logements, on lui a accordé un "appartement de service" dans ce lieu commémoratif, qu'il a gardé jusqu'à sa mort en 1981.
En 1946, Jerzy Adam Brandhuber a créé le cycle de peintures Terre Oubliée dans lequel il se penche sur ses souvenirs d'Auschwitz. Vers la fin de sa vie, il peignait surtout des paysages, des portraits et des dessins de nu.